# Aardatmosfeer

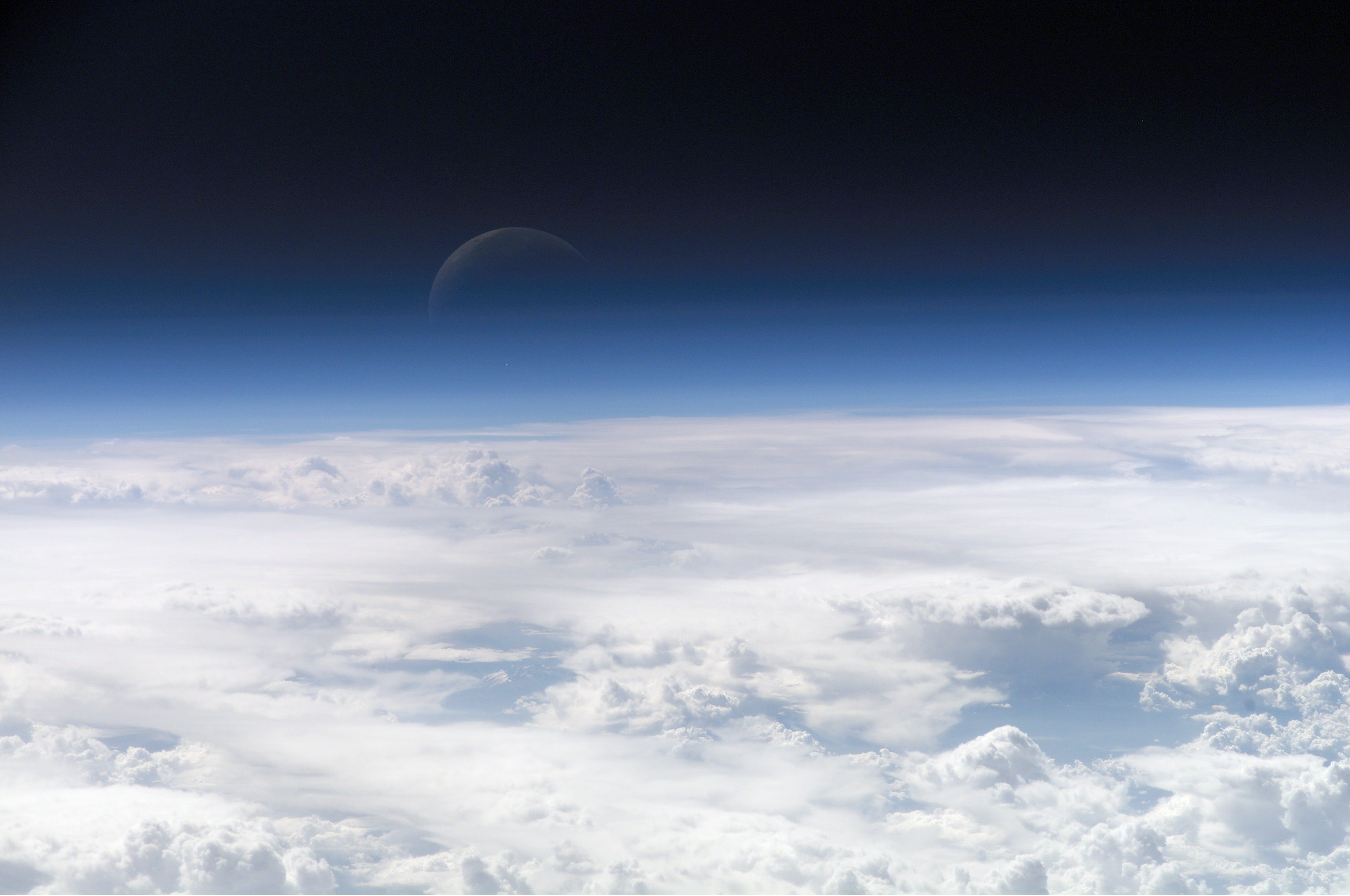
Door de gassen in de atmosfeer verstrooit blauw licht meer dan andere golflengtes, waardoor de aarde vanuit de ruimte een blauw halo heeft.

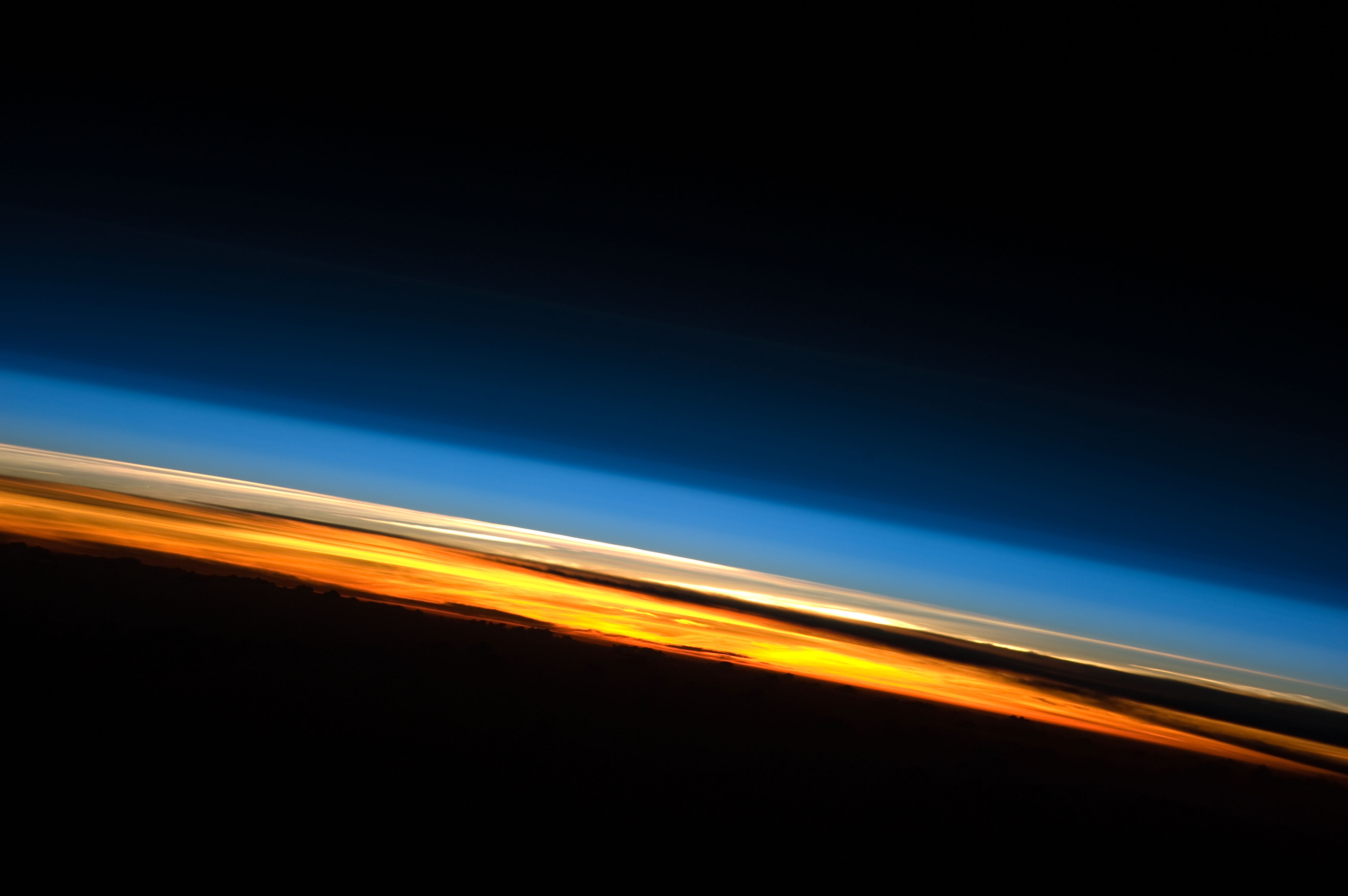
Dieporanje en -geel komen voor in de troposfeer. Het roze-wit daarboven komt grofweg overeen met de stratosfeer. Daarboven gaat de mesosfeer over in de thermosfeer en de exosfeer en wordt het blauw langzaam zwart.

De aardatmosfeer of dampkring is de atmosfeer om de aarde.
De atmosfeer bestaat uit een mengsel van gassen, dat door de zwaartekracht aan de aarde is gebonden en deelneemt aan de aardrotatie. De atmosfeer is van essentieel belang voor het leven op aarde; zonder atmosfeer zou het leven op aarde niet mogelijk zijn. De atmosfeer tempert het zonlicht en beschermt (samen met het aardmagnetisch veld) het leven tegen schadelijke straling, zoals gammastraling en ultraviolette straling. In de atmosfeer speelt zich ook het weer af dat, samen met de zeestromen, de energiebalans van het systeem aarde in stand houdt.

## Samenstelling
De aardatmosfeer bestaat uit een mengsel van verschillende gassen. De volumeverhoudingen van die gassen in de onderste lagen van de atmosfeer zijn, tot op ongeveer 90 km hoogte, en op het aandeel van waterdamp na, vrijwel constant. Toen de aarde nog maar net bestond was het aandeel koolstofdioxide in de atmosfeer veel hoger dan nu. Dit kwam onder andere door de uitstoot van dit gas uit vulkanen. Na het verschijnen van fotosynthetiserende organismen werd het aandeel koolstofdioxide veel lager en het percentage zuurstof navenant hoger. Dit maakte meercellig leven mogelijk, omdat voor vrijwel alle soorten meercellige organismen atmosferische dizuurstof een essentiële levensvoorwaarde is, ten behoeve van de celademhaling. Het zuurstofgehalte in het ecosysteem aarde wordt op peil gehouden door de landplanten en in de oceanen door de algen. Landplanten en algen hebben in de zuurstofproductie een ongeveer even groot aandeel. De eigenschappen en chemische samenstelling van de aardatmosfeer zijn onderwerp van de atmosfeerchemie.

### Water
Het gehalte aan water in de aardatmosfeer is sterk wisselend. Het komt voor als gas in de vorm van waterdamp, als vloeistof (condens) in de vorm van mist, terwijl wolken (condens of ijskristallen) en neerslag (regen, sneeuw, hagel) als vloeibaar of als vast water kunnen voorkomen. Water heeft een grote invloed op de energiebalans in de atmosfeer en speelt, naast kooldioxide en methaan, een rol bij het broeikaseffect, dat warmte vasthoudt. Water en waterdamp spelen, middels verdamping en condensatie, tevens een belangrijke rol bij het warmtetransport tussen verschillende luchtlagen, en door luchtstromingen bij het warmtetransport van warmere delen op aarde naar koelere streken. Bijna alle waterdamp, water en ijs in de dampkring bevindt zich in de troposfeer.

### Koolstofdioxide

De Keeling curve (genoemd naar Charles David Keeling), de concentratie CO_{2} in de atmosfeer, gemeten op Mauna Loa

Van 1959 tot 2016 is de hoeveelheid koolstofdioxide (CO2) met 26% toegenomen, van 316 ppm tot 404 ppm. Het volumepercentage van CO2 is daarmee met 0,0088%-punt gestegen tot 0,0404%. 
Het massa-aandeel van koolstofdioxide in de atmosfeer is circa 0,1%. Dat is hoger dan het volume-aandeel, omdat de molecuulmassa van CO2 hoger is (ongeveer 44 gram/mol) dan die van distikstof (N2: ongeveer 28 gram/mol) en dizuurstof (O2: ongeveer 32 gram/mol).

### Sporenstoffen
Een klein deel van de atmosfeer bestaat uit vaste sporenstoffen of aerosol. In de troposfeer zijn deze voornamelijk afkomstig van het aardoppervlak. Dit kan vulkaanas zijn, maar ook zand en stof dat door de wind uit droge gebieden over zeer grote afstanden over zee kan worden gevoerd. Zo is zand uit de Sahara aangetroffen tot boven de Antillen, de Britse eilanden, Nederland en Scandinavië, en is stof uit de Australische woestijn aangetroffen boven de Timorzee en de Tasmanzee.
Door opwaaiende golven en de daaropvolgende verdamping komen er zoutdeeltjes in de lucht terecht. Daarnaast stralen in de bodem aanwezige uranium en thorium radioactieve deeltjes de atmosfeer in. In minimale hoeveelheden bevindt zich ook meteorieten-stof in de troposfeer. Verder zorgen verkeer, industrie en bosbranden voor veel verontreinigingen in de atmosfeer. Het aantal aerosoldeeltjes varieert sterk, van zo'n 1000 deeltjes per cm³ boven de oceanen, tot meer dan 100.000 deeltjes per cm³ boven stedelijke gebieden. Deze deeltjes kunnen optreden als condensatiekern bij de vorming van wolken. Verwijdering van verontreinigingen uit de atmosfeer gebeurt op twee manieren: droog door vegetatie, en nat (80 tot 90% van de filtering) via uitregenen.
Boven 90 km hoogte verandert de samenstelling van de lucht door fotodissociatie. Hierbij vallen, onder invloed van energierijke ultraviolette straling, moleculen O2 en N2 uiteen in atomen en ionen.

## Stromingen

Bij lage zonnestand wordt de zonnewarmte over een veel groter oppervlak verdeeld dan bij hoge zonnestand.

De stromingen in de atmosfeer worden voornamelijk gedreven door warmteverschillen. Astronomische factoren hierbij zijn de verschillen in de hoogte van de zon, de duur van de dag en de afstand van de aarde tot de zon. Door het verschil in hoogte van de zon valt het zonlicht rond de polen op een groter gebied dan rond de evenaar. Daarom is de insolatie, de hoeveelheid licht die op een stukje aardoppervlak invalt, en daarmee de opwarming van het aardoppervlak rond de evenaar veel hoger. Geografische factoren zijn de land-zee-ijs-verdeling, het reliëf van het aardoppervlak en de hoogte boven zeeniveau. Land warmt sneller op dan water, maar koelt ook sneller af. De zon warmt niet zozeer de atmosfeer op, maar vooral het aardoppervlak. Deze warmt daarna de lucht op. De luchttemperatuur zal dus sterker variëren boven land dan boven zee.
De warmteverschillen resulteren in een verschil van luchtdruk. De resulterende algemene circulatie, het geheel van atmosferische stromingen tussen lagere en hogere breedten en tussen de oceanen en continenten, verzorgt het warmtetransport over de aarde, waardoor een herverdeling plaatsvindt. In het klassieke model is er sprake van drie circulatiecellen: Hadleycellen, Ferrelcellen en polaire cellen. Deze cellen verschuiven met de seizoenen. Dit model is echter een grote versimpeling gebleken. Hoewel de cellen de meest gebruikelijke windrichting weergeven, zijn luchtstromingen lastig in een eenvoudig model te vangen. Een groot deel van de tijd kan de stroming ook anders zijn.

## Lagen

Lagen van de atmosfeer (niet op schaal).

De temperatuur van de atmosfeer varieert met de hoogte. Op basis hiervan wordt vaak een indeling van de atmosfeer in lagen gemaakt. Deze lagen zijn gescheiden door pauzes, die de bovengrens van elke laag vormen. Deze grenzen verlopen over het algemeen niet scherp. De hoogtes zijn niet overal op aarde gelijk en variëren ook met de dagelijkse en jaarlijkse gang. Op de polen liggen de grenzen vaak lager dan op de evenaar. De uiterste grens ligt op zo'n 10.000 km.
- troposfeer - 0 - 6/18 km, temperatuur neemt af met de hoogte
- stratosfeer - 6/18 - 50 km, temperatuur neemt toe met de hoogte
- mesosfeer - 50 - 80/85 km, temperatuur neemt af met de hoogte
- thermosfeer - 80/85 - 640-700 km, temperatuur neemt toe met de hoogte
- exosfeer - 700-800 tot 10.000 km

De grenzen tussen deze lagen heten de tropopauze, stratopauze en mesopauze. Daarnaast zijn er in de lagen nog onderverdelingen te maken op basis van bepaalde eigenschappen. Zo is in de stratosfeer de ozonlaag te vinden, terwijl de onderste laag van de magnetosfeer, de ionosfeer, zich in de thermosfeer bevindt en overdag ook in de mesosfeer.

### Luchtdruk en hoogte
Op zeeniveau is de luchtdruk gemiddeld zo'n 1013 hPa, maar deze varieert meestal van 940 tot 1060 hPa. De tot 2019 gemeten hoogste waarde bedroeg 1084,4 hPa, gemeten in december 2011 in Tosontsengel in Zavhan (Mongolië).
De dichtheid en samenstelling van de lucht zijn hierbij de voornaamste factoren. Op zeeniveau is de dichtheid ongeveer 1,3 kg/m³, maar op 5500 m neemt deze af tot 0,7 kg/m³ en op 11 km is deze nog slechts 0,4 kg/m³. De luchtdruk neemt ook af met de hoogte door het kleinere aantal botsende gasmoleculen.

### Standaardatmosfeer
In de werkelijke atmosfeer veranderen luchtdruk, temperatuur en dichtheid voortdurend. Om in onder meer de luchtvaart en de wetenschap toch zaken met elkaar te kunnen vergelijken, is de standaardatmosfeer ingevoerd. Dit is een theoretisch model van de atmosfeer, waarbij de druk, temperatuur en luchtvochtigheid een vaste grootte hebben, afhankelijk van de hoogte boven het aardoppervlak. Daarmee liggen ook grootheden als de viscositeit en de dichtheid vast.